# Bachantki (tragedia Eurypidesa)

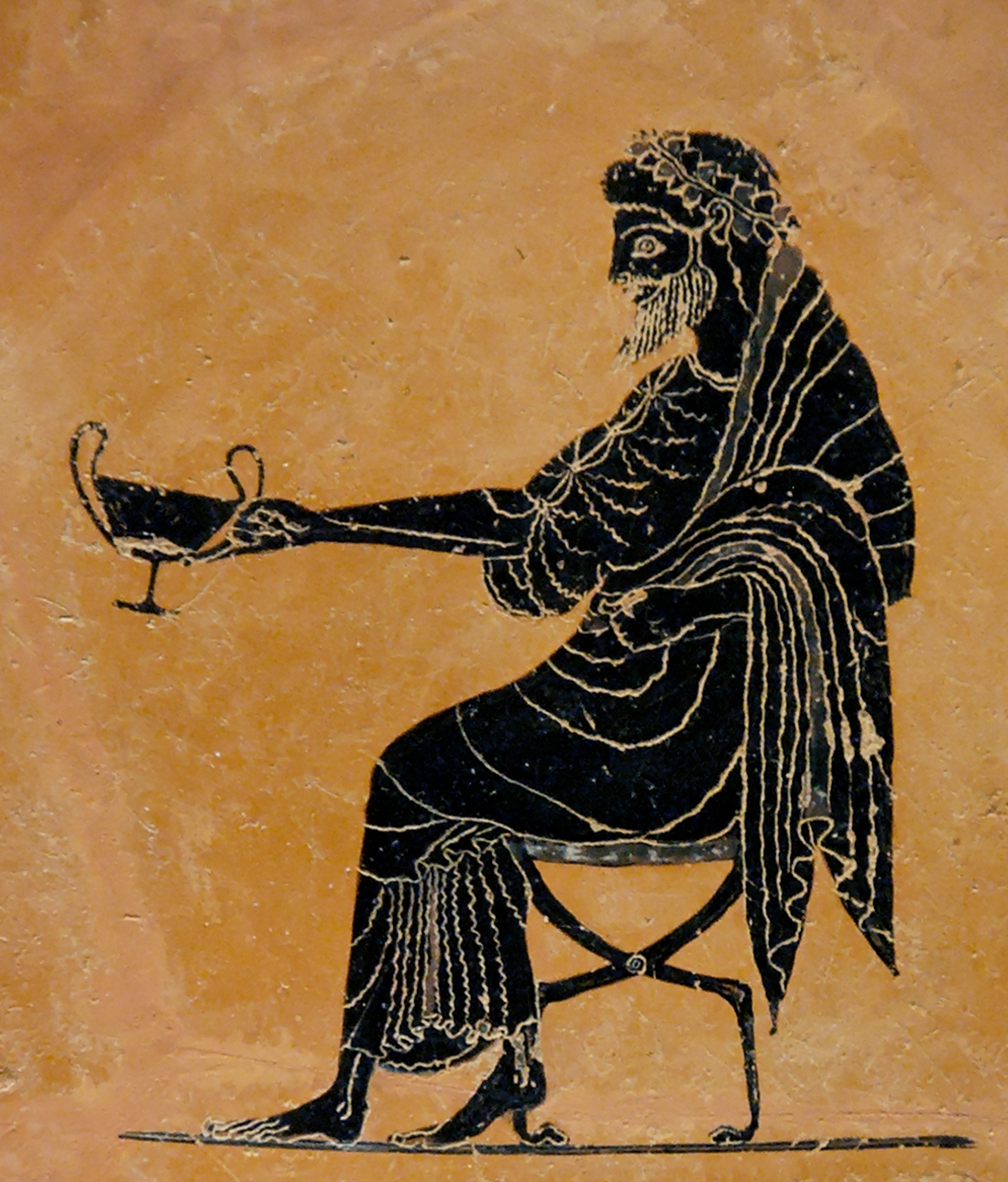
Dionizos z wiecznie pełnym kantarosem. Zdobienie patery w stylu czarnofigurowym, autorstwa Psjaksa (VI wiek p.n.e.). British Museum

Bachantki lub Bakchantki (Βάκχαι, Bakchai) – ostatnia z tragedii Eurypidesa (406 p.n.e.), wystawiona podczas agonu roku 405 p.n.e., krótko po śmierci autora. Utwór jest adaptacją bachicznego mitu o początkach kultu Dionizosa oraz opozycji i kontrowersjach, jakie wśród bardziej konserwatywnych mieszkańców Hellady wywoływały żywiołowe praktyki jego zwolenników.
Utwór przedstawia dramatyczne dzieje króla Teb Penteusza, który swój sprzeciw wobec nowych, burzących stary porządek praktyk przypłacił życiem. Wątek, wykorzystany już wcześniej przez Ajschylosa (Pentheus), wzbogacony został o element zemsty Dionizosa na siostrach swojej tragicznie zmarłej matki, publicznie podających w wątpliwość fakt jego boskości.
Bachantki przez niektórych badaczy literatury klasycznej uznawane są za jeden z najlepszych (Łanowski), jeżeli nie najlepszy (Kitto) utwór w całej, zachowanej do naszych czasów, twórczości Eurypidesa.

## Kult Dionizosa i wątek mityczny
Kult Dionizosa, boga dzikiej przyrody i dawcy winnej latorośli, miał charakter orgiastczny, tzn. że w trakcie praktyk bachicznych jego upojeni winem wyznawcy, tańcząc przy dźwiękach muzyki, w sposób mistyczny wypełniani byli przez bóstwo (enthusiasmos). Na czas obrzędów łączyli się w roztańczone grupy i porzucając swoje codzienne zajęcia, przemierzali lasy, pastwiska oraz górskie zbocza, a stan, w który wchodzili, zwany ekstasis („wyjściem z siebie”), pozwalał im na przekraczanie bariery oddzielającej człowieka od otaczającej go dzikiej przyrody.
Grecy okresu klasycznego świadomi byli tego, że kult Dionizosa powstał poza kręgiem kultury greckiej, a samo bóstwo włączone zostało do olimpijskiego panteonu stosunkowo późno (na miejsce jego pochodzenia wskazywano małoazjatycką Frygię i Lidię). Współczesne badania dowodzą, iż nowy, żywiołowy rytuał stanowił spore wyzwanie dla tradycyjnych kultów polis. Do tych trudnych początków odwołuje się jeden z wątków mitycznych.
Dionizos (Διόνυσος), zwany również Bachusem (Βάκχος), był dzieckiem z nieprawego łoża Zeusa i śmiertelniczki Semele – córki króla Teb Kadmosa. Jego ciężarna matka zginęła, ponieważ nie wytrzymała widoku pełni majestatu swojego boskiego kochanka (którego, za namową zazdrosnej Hery, sama poprosiła, aby ukazał się jej jako bóg). Uratowany przez swojego ojca i zmuszony do ciągłej ucieczki przed zemstą Hery Dionizos tułał się po bezkresach Azji i Północnej Afryki (Egipt, Syria, podbił nawet Indie), aby w końcu powrócić na rządzony już wtedy przez wnuka Kadmosa, Penteusza, dwór tebański (symbolizuje to wprowadzenie jego kultu do Grecji).
Punktem wyjścia wykorzystanej przez Eurypidesa opowieści jest zemsta Dionizosa na siostrach Semele, w tym na matce Penteusza Agawe. Ponieważ publicznie podważały one autentyczność związku Semele z Zeusem i jednocześnie fakt boskości samego Dionizosa, przybyły do Beocji bóg zesłał na wszystkie Tebanki mistyczną ekstazę. Zamienione w menady – inaczej bachantki, czyli wyznawczynie jego kultu – wyprowadzone zostały na pobliską górę Kithajron, a ich przewodnikiem został sam wcielony w postać bachanta Dionizos. Gdy pochwyconego przez interweniujących żołnierzy i przedstawionego Penteuszowi boga podczas przesłuchania zelżono, w zemście namówił on omamionego króla, aby w stroju kobiety przyjrzał się zachowaniu posądzanych o rozpustę bachantek. Wysłany na Kithajron władca, wzięty przez bachantki za dzikie zwierzę, został żywcem rozszarpany przez własną matkę i jej siostry, opętane mistycznym szałem.

## Treść utworu

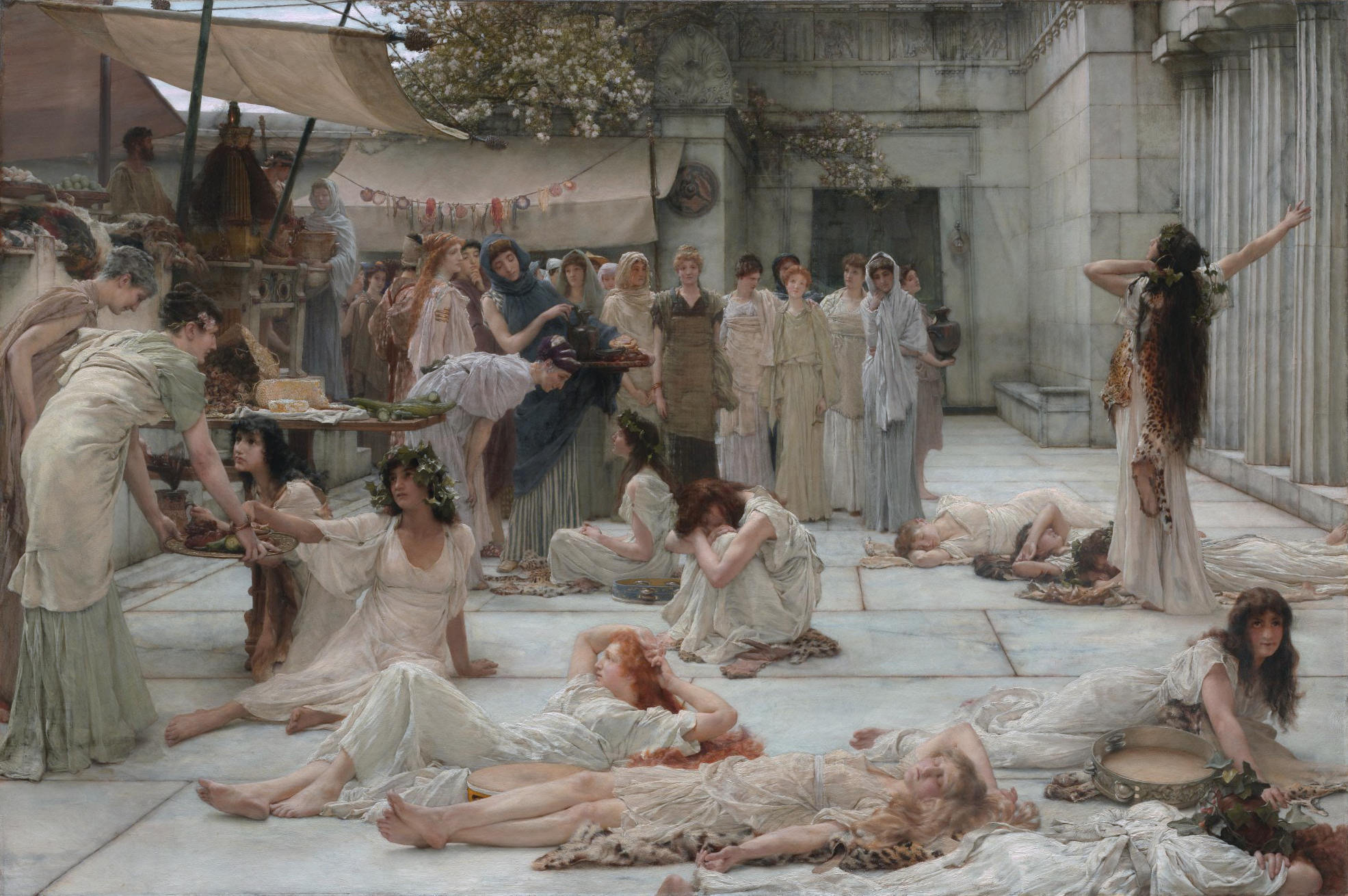
XIX-wieczne wyobrażenie bachantek na obrazie Women of Amphissa Lawrence'a Almy-Tademy

Treść utworu, skupiona wokół ostatnich, najdramatyczniejszych wydarzeń boskiego mitu, obejmuje wątki od pochwycenia Dionizosa przez zbrojnych Penteusza aż do tragicznego końca tebańskiego władcy.
Osoby dramatu to: Dionizos, Chór bachantek lidyjskich (jego czcicielek), Tejrezjasz (wieszcz), Kadmos (władca Teb, ojciec Agawe, dziad Penteusza), jego córka Agawe (matka Penteusza), Penteusz (władca Teb), Sługa, Posłaniec pierwszy, Posłaniec drugi. Osoby nieme: Orszak zbrojnych Penteusza, Słudzy Kadmosa.
Dramat otwiera streszczający mit prolog w postaci monologu Dionizosa wygłoszonego przed pałacem tebańskim. Dionizos zauważa płonący na grobie swej matki wieczny ogień i sprawia, że wyrasta na nim winna latorośl.
Poprzedzony partią chóru epeisodion I to spotkanie trzech postaci, które reprezentują zdecydowanie różne postawy wobec nowego kultu. Tejrezjasz, tebański wieszcz, który szczerze wielbi Dionizosa, i Kadmos, stary król, nieszczery, ale pokorny, przeciwstawieni są Penteuszowi, który jest mu zdecydowanie przeciwny. Rozmowa odzianych w skóry starców dotyczy ich udziału w rytuale ku czci boga. Władca, niedostrzegający początkowo obecnych na scenie postaci, skarży się na niemoralne zachowanie tebańskich kobiet i obwinia o wszystko obcego bachanta. Poznawszy zamiary starców, wpada w gniew i oskarża Tejrezjasza o zły wpływ na swojego dziada. Ci z kolei starają się przekonać młodzieńca o konieczności poddania się woli bogów.
Oddzielony stasimonem epeisodion II to skierowana do Penteusza przestroga, wyrażona za pomocą opowieści Sługi o kolejnych cudach boskiego bachanta. W dalszej jego części pochwycony bachant-Dionizos, który według relacji nie opierał się zatrzymaniu, zostaje po krótkim, lecz obraźliwym przesłuchaniu wtrącony do więzienia.
Epeisodion III to najdłuższa, centralna część dramatu, która podzielona na trzy partie, rozpoczyna się dialogiem chóru z cudownie wyswobodzonym Dionizosem. Wtedy to zburzony zostaje królewski pałac i objaśniony jest sposób, w jaki bóstwo wydostało się z niewoli. Tę fazę kończy ponowne pojawienie się na scenie władcy. Faza druga to przybycie posłańca, którego opowieść zadaje kłam oskarżeniom o niemoralne prowadzenie się menad i jest jednocześnie opisem szału, jaki ogarnął bachantki podczas próby ich pojmania. Jego relacja, która zapowiada tragiczny finał, jest odniesieniem do najkrwawszych dionizyjskich rytuałów (spargamos), które polegały na rozrywaniu żywcem i spożywaniu na surowo schwytanych przez bachiczne korowody zwierząt. Końcówka epizodu to rozmowa Dionizosa z Penteuszem, w którym bóg podsuwa królowi pomysł bliższego przyjrzenia się zachowaniu bachantek. W tym celu władca miałby w przebraniu kobiety udać się na Kithajron.
Krótki epeisodion IV to obraz przebranego za kobietę, omamionego boską mocą Penteusza, który pragnąc uniknąć rozpoznania, prosi bachanta (Dionizosa), aby wyprowadził go z miasta mniej uczęszczanymi drogami. Kończący dramat rozbudowany eksodos rozpoczyna relacja Posłańca opisująca straszną śmierć tebańskiego króla. W toku akcji Agawe i jej siostry spotykają się z Kadmosem oraz uświadamiają sobie, jakiej dokonały zbrodni. Utwór kończy pojawienie się Dionizosa (w formie deus ex machina), wyjaśniającego motywy swojego postępowania, oraz udanie się Kadmosa i Tebanek na wygnanie.

## Wątki interpretacyjne

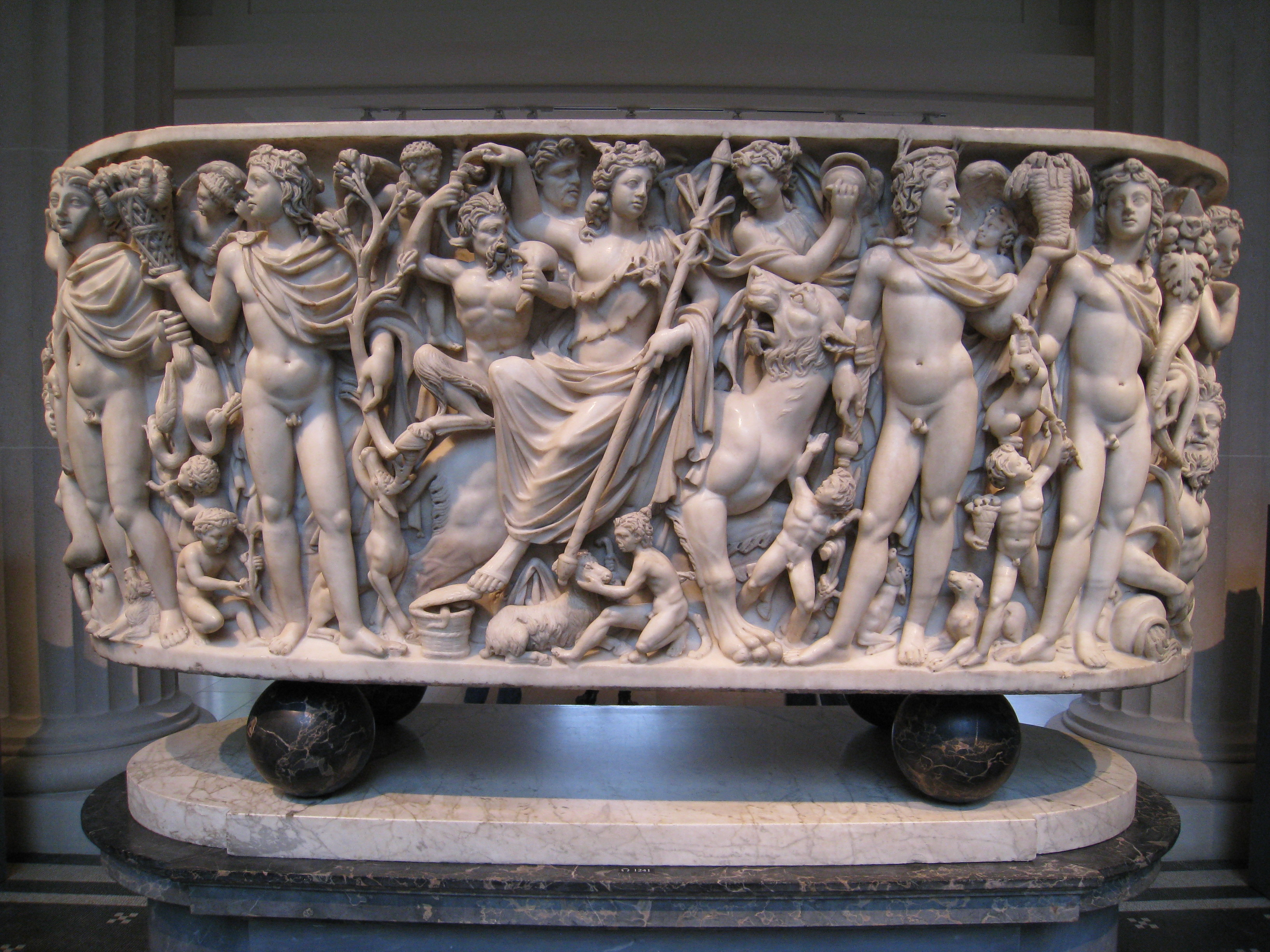
Rzymski sarkofag ze sceną triumfu Dionizosa 220-235 p.n.e. Metropolitan Museum of Art, Nowy Jork

Bachantki zostały wystawione na agonie roku 405 p.n.e. – zdobywając dla autora piąte, pośmiertne już zwycięstwo – wraz z Ifigenią w Aulidzie i niezachowanym Alkmeonem w Koryncie. Sztuka napisana została rok wcześniej na dworze macedońskiego władcy Archelaosa, gdzie Eurypides schronił się najprawdopodobniej przed szalejącą w Grecji wojną i gdzie niedługo później zmarł.
Bachantki są dramatem zdecydowanie odmiennym od wcześniejszych utworów jego autorstwa (dla jednych „dziwnym” – Sinko, dla innych „trudnym” – Lesky). Tym, co tragedię tę zdecydowanie wyróżnia, jest jej tematyka i fabuła. Zaskakujący wybór problematyki religijnej, w tym niezwykle rzadko podejmowanego przez dramatopisarzy greckich mitu bachicznego, próbowano wyjaśniać podeszłym wiekiem autora. Z drugiej strony dostrzeżono w utworze przeczący temu i charakterystyczny dla całej twórczości Eurypidesa racjonalny protest przeciwko tradycyjnej religii greckiej.
Jest to zarazem jedyna eurypidejska tragedia, w której bóstwo pozostaje cały czas aktywne, a jego obecność nie ogranicza się do prologu i epilogu, lecz jest obecne zarówno bezpośrednio (osobowo, wcielone w bachanta), w całym swoim boskim majestacie, jak i mistycznie, w umysłach pozostałych bohaterów. Pomimo tego, że nadaje to utworowi niezwykłej siły wyrazu, sprawia również wiele trudności interpretacyjnych.
Macedonia, gdzie pod koniec życia tworzył autor, pozostawała miejscem na pół barbarzyńskim, a obrzędy bachiczne miały tam zapewne zdecydowanie bardziej żywiołowy przebieg. Na pierwszy rzut oka wydaje się, że Bachantki opisują odwieczny konflikt pomiędzy racjonalnym oglądem świata a religią; kult dionizyjski zamiast spokojnej wiary oferował bowiem orgiastyczną eksplozję, której natura racjonalna zdecydowanie się sprzeciwiała. Wydaje się, że Eurypides nie ocenia żadnej ze stron, a utwór jest zapisem „bezpośredniej konfrontacji z poruszającym go do głębi fenomenem” (Lesky), sztuka zaś – prezentacją konfliktu pomiędzy dwiema siłami determinującymi ludzką egzystencję.
Ciekawym uzupełnieniem tej interpretacji jest dostrzeżony w sztuce aspekt psychologiczny. Akcja dramatu jest według niej obrazem wewnętrznej walki, w której wyparte treści zostają ostatecznie ujawnione. Przebranie się Penteusza za bachantkę symbolizować ma obecną w nim, ale nieświadomą, chęć poddania się bachicznemu szałowi.

## Znaczenie
Eurypidejskie Bachantki stały się jedną z ulubionych sztuk okresu hellenistycznego. Odwołał się do niej – z o wiele bardziej jednoznacznym morałem: „co boskie, bogu” – Teokryt w Lenai e bakchai. Później, w czasach rzymskiej republiki, zaadaptowali je na potrzeby tragedii rzymskiej Pakuwiusz i Akcjusz. Z okresem dominacji rzymskiej wiąże się także jedna z bardziej makabrycznych okoliczności jej wystawienia. Po śmierci Krassusa, na dworze zaprzyjaźnionego z Partami władcy armeńskiego odbył się bankiet, podczas którego zaprezentowano sztukę. Pod koniec przedstawienia partyjski generał Scilaes wrzucił na środek sali głowę dowódcy, którą podniósł jeden z aktorów i wykorzystał w scenie, w której Agawe wnosi głowę Penteusza, ze słowami: „Niesiemy z gór do domu / gałąź bluszczu świeżo uciętą, / szczęśliwy łup z polowania!” (tłum. Łanowski) (Plutarch, Krassus XXXIII).
Misteryjny wydźwięk tragedii odcisnął swe piętno na świecie chrześcijan. Porównywał Chrystusa do Dionizosa niechętny nowej religii Celsus, a jeden z Ojców Kościoła, Klemens Aleksandryjski, dopatrzył się w uczcie bachantek symbolu komunii (co zostało jednak współcześnie odrzucone). Czerpie również obficie z eurypidejskiej tragedii bizantyjski dramat Christos paschon (O męce Chrystusowej).
Dla literatury europejskiej odkryli Bachantki dopiero twórcy romantyzmu.